# Jenaer Forst
Das Naturschutzgebiet Jenaer Forst liegt auf dem Gebiet der Stadt Jena und im Saale-Holzland-Kreis in Thüringen. Es erstreckt sich westlich von Jena und nordöstlich des Kernortes der Gemeinde Bucha. Nördlich des Gebietes verläuft die B 7, östlich verläuft die Landesstraße L 2308 und fließt die Saale, südlich verläuft die A 4.

## Bedeutung
Das 541,1 ha große Gebiet mit der NSG-Nr. 452 wurde im Jahr 2008 teilweise unter Naturschutz gestellt. Seitdem laufen Projekte zur Renaturierung und Abriss ungenutzter Gebäude. Das Schutzgebiet wurde teilweise über Altablagerungen und Siedlungsresten gewidmet, man findet komplette alte Müllkippen. Zuletzt wurde 2025 eine vermutlich sowjetische Anti-Panzermine entdeckt. Im Gebiet des Jenaer Forsts liegen Wanderwege, der 1874 errichtete Forstturm und die Forststernwarte, der Jenaer Bismarckturm und das Schullandheim Stern. Der Otto-Schott-Platz mit weiteren Ausflugszielen grenzt an das Gebiet an.

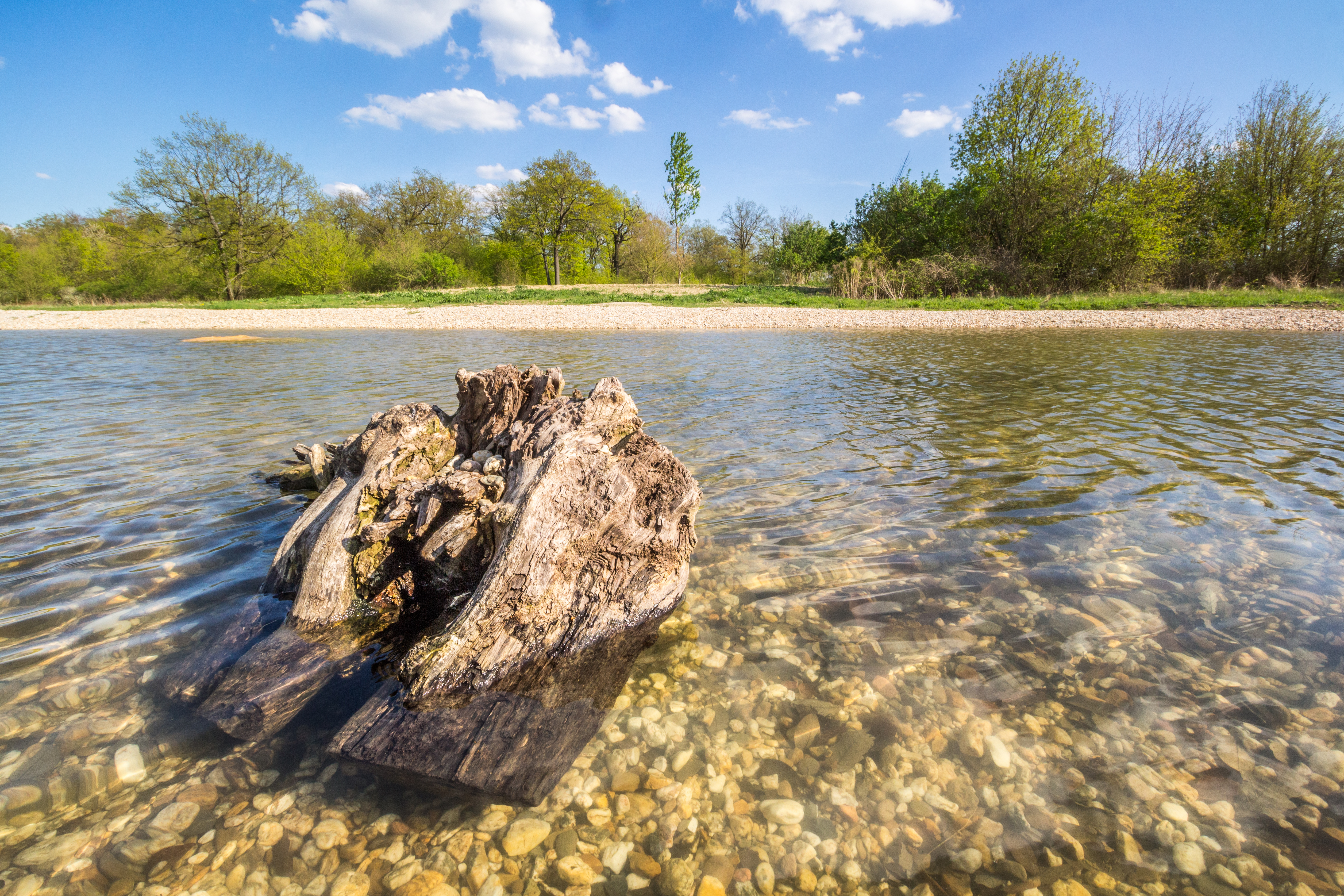
Im Zuge der Renaturierung angelegter Himmelteich

Auf dem Kalkboden gedeihen seltene Orchideen wie Frauenschuh und Knabenkraut. Verschiedene Fledermausarten, bedrohte Vogelarten und Insekten sind im Forst heimisch. Im Gebiet des Otto-Schott-Platzes, der aber nicht im NSG liegt, wurde im April 2022 das Forum Natura eröffnet.

## Geschichte
In dem Waldstück, das ebenfalls Jenaer Forst genannt wird (nicht deckungsgleich mit dem namensgleichen Naturschutzgebiet), entstand in den 1930er Jahren eine Unterkunft für die Flakartillerie.
Von 1939 bis 1945 waren im "Lager Forst" Kriegsgefangene und Zwangsarbeiter untergebracht. Es gab zahlreiche kleine und große Steinbrüche. Auf dem Plateau Richtung Jena und Waldschlößchen wurde 1944/45 ein weiteres Wohnbarackenlager gebaut und nicht fertiggestellt. 
Zwischen 1960 und 1990 stationierten die sowjetischen Streitkräfte der 8. Gardearmee im Jenaer Forst auch Raketen vom Typ Scud-B und zuletzt SS-23 Spider. Ebenfalls wurden bis 1945 mehrere Barackenlager auf der Hochfläche betrieben, so u. a. ein Arbeiter- und Kriegsgefangenenlager der Firma Carl Zeiss Jena. Der Kernbereich des Kasernenkomplexes wurde nach einer letzten Nutzung als Erstaufnahmeeinrichtung für Asylsuchende renaturiert, liegt aber großteils nicht im NSG. Durch die Nutzung entstanden zahlreiche Siedlungsreste. So liegt eine Müllkippe, die ab den 1940er Jahren durch den Kasernenbetrieb entstand, im Naturschutzgebiet. Ebenso existieren im Bereich des NSG zahlreiche Altablagerungen sowie Müllkippen der Gartennutzer südlich des Kasernengebietes. Auf dem Gelände außerhalb des NSG finden sich auch noch weitere Müllschüttungen und -gruben, ein verfüllter Keller im Bereich des Standortes eines früheren Barackenlagers, in weiteren Bereichen alte Kanalisationsgruben, Überreste einer früheren Fahrübungsstrecke sowie etliche Luftschutzgräben. Auch Besonderheiten wie ein verfallener Kinderspielplatz oder Reste eines Volleyballplatzes mit Richterhochstuhl und Netz sind vorhanden. Die obere Bodenkrume weist oft eine hohe Belastung mit Abfällen der vergangenen Jahrzehnte auf. Einige verfallene Gebäude, deren Flurstücke in Privatbesitz übergegangen waren, wurden in den letzten Jahren beseitigt. Die "Schott-Deponie", die eine „Altlast“ war (i. S. d. Bodenschutzgesetzes), wurde saniert, also verfestigt und abgedeckt, so dass sie nunmehr den Status „Altablagerung“ innehat. Das heißt, dass sie bei feststellbaren Schadstoffaustritten wieder eine „Altlast“ werden kann, mehrere GWM (Grundwassermessstellen) befinden sich Richtung Jena im Wald. Das Anlegen von Teichen, Aufforstungen und weitere Pflegemaßnahmen tragen zur schrittweisen Renaturierung bei. Im Vorgergrund stehen die Nutzung des Waldes als Naherholungsgebiet für Jena, gleichermaßen werden Naturschutz und Waldwirtschaft praktiziert.
Am Rand des Waldes nahe dem Dorf Coppanz liegen zwei weitere alte Müllkippen ("Atlablagerungen"): ein teilweise verfüllter Steinbruch und ein auf bis zu 100 Meter verfüllter, beginnender Taleinschnitt. Dies waren vermutlich eine Dorfmüllkippe von Coppanz und eventuell eine weitere Müllkippe des Kasernenbetriebes.

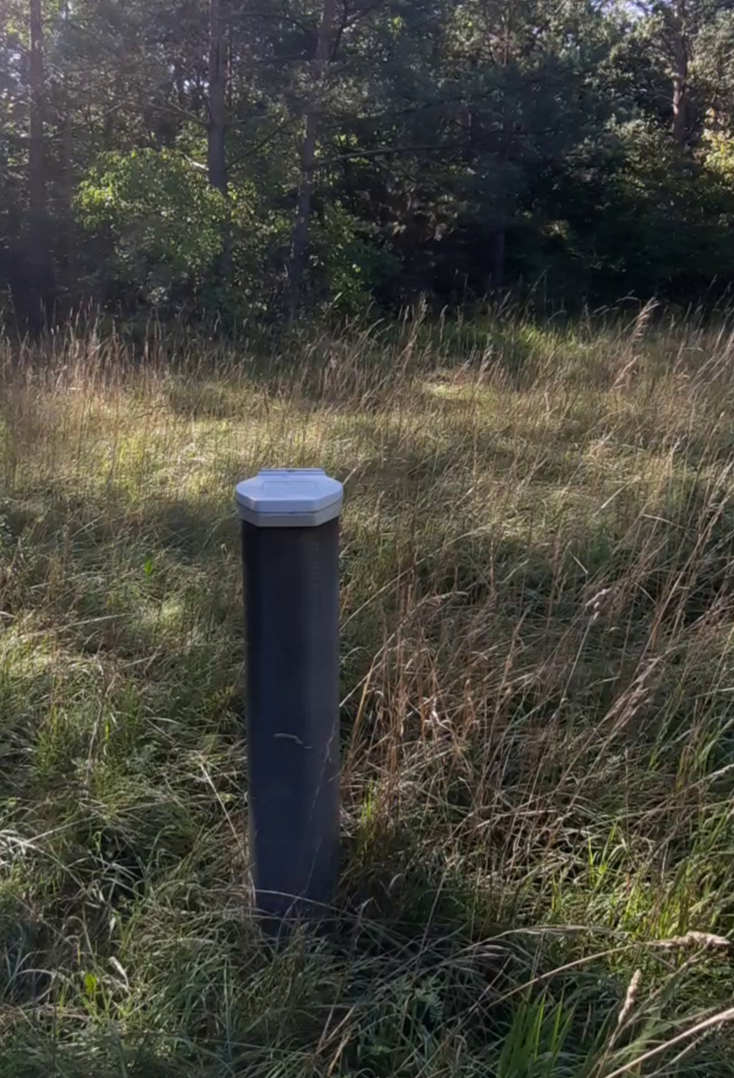
Grundwassermessstelleam Fuß der Altablagerung

## Siehe auch

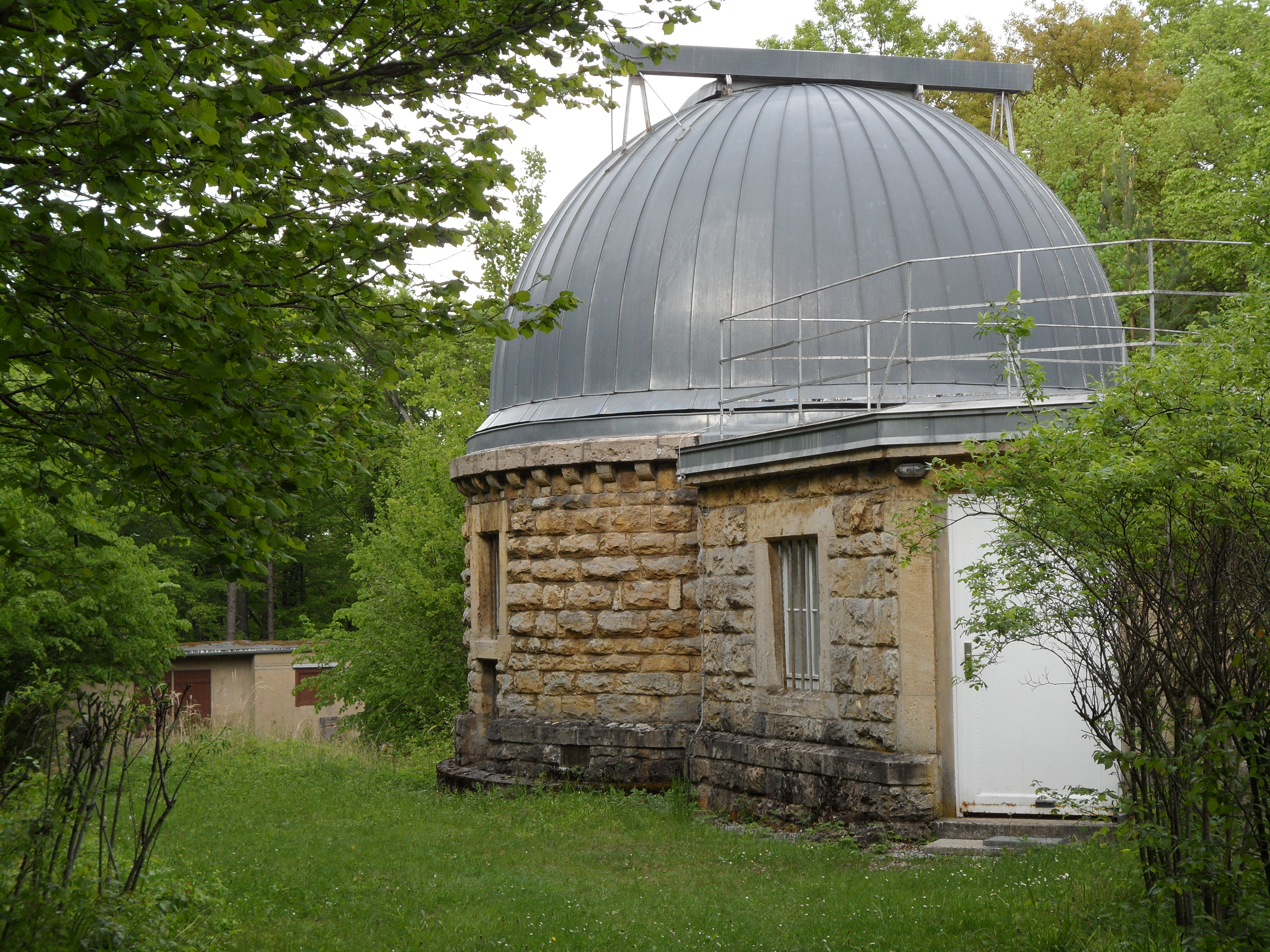
Forststernwarte

## Weblinks

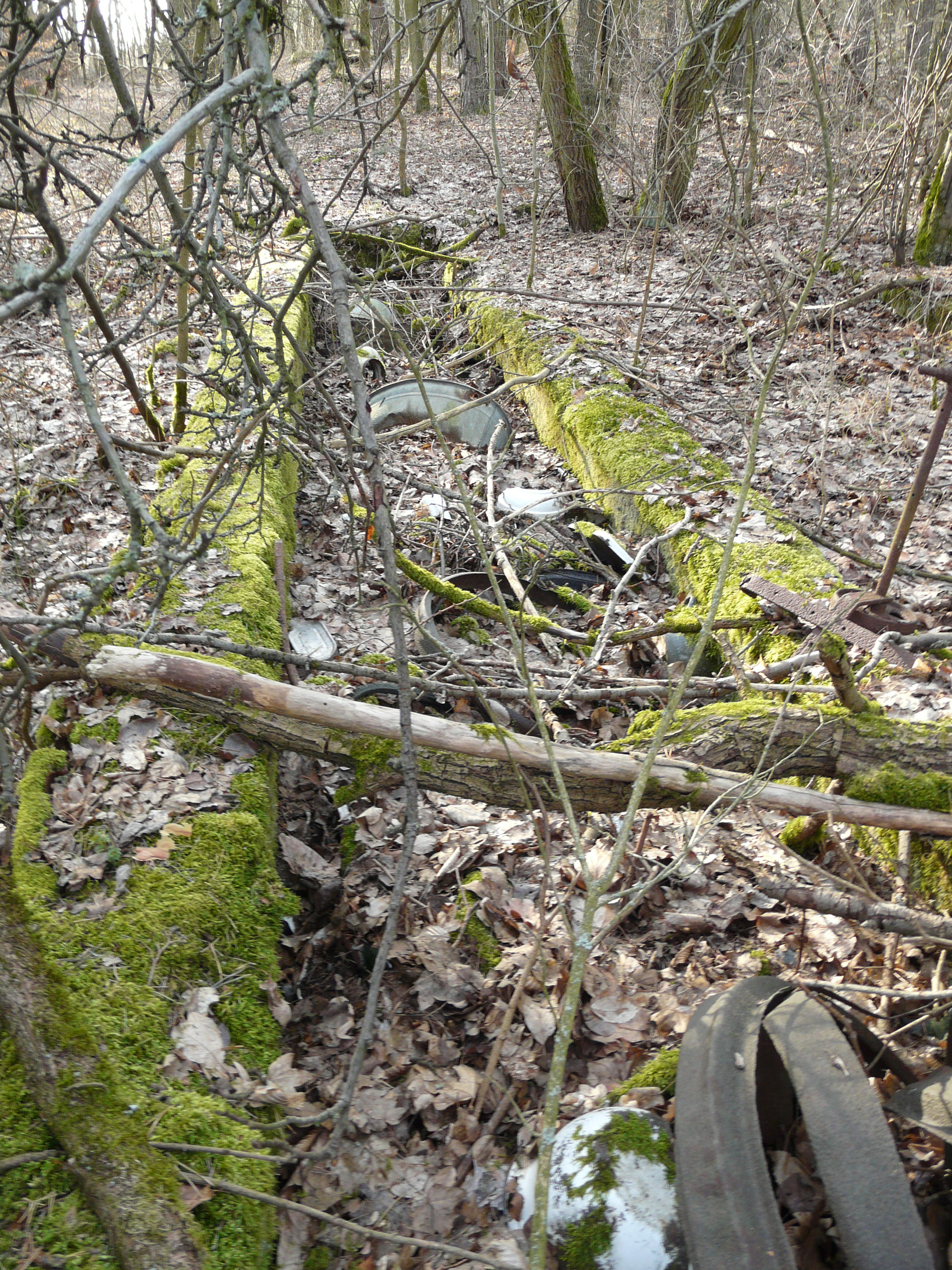
Überreste des "Lager Forst" aus den 1940er Jahren